# Ermo
Ermo es un municipio brasileño del estado de Santa Catarina. Tiene una población estimada al 2021 de 2 059 habitantes.

## Etimología
Ermo, en español "Desierto", fue el nombre dado a la localidad por los primeros inmigrantes, por ser un lugar remoto con gran extensión de bosques y planicies inundables, que era usado por los comerciantes para transportar sus productos. Debido a esta geografía de difícil acceso, fue apodado como Desierto.

## Historia
El territorio fue colonizado entre 1848 y 1880 por azorianos y desde 1920 por italianos. La actividad de extracción de madera y ganadería, dio desarrollo a la localidad en el Siglo XX.
Fue catalogado de distrito de Turvo el 16 de mayo de 1956. Eventualmente, el 29 de diciembre de 1993 fue elevado a municipio.